# 白沢ナベ
白沢 ナベ（しらさわ ナベ、1905年〈明治38年〉 - 1993年〈平成5年〉10月21日）は、日本のアイヌ口承文芸伝承者。ユカㇻ（アイヌの口承文芸）の北海道千歳市における第一人者とされる。アイヌの古老の女性に対する敬称「フチ」をつけて「白沢ナベフチ」の名でも呼ばれる。

## 経歴
北海道のウサクマイ村（後の千歳市蘭越）で誕生した。ユカㇻの名人を父に持ち、幼少時よりユカㇻを聞かされて育った。17歳で結婚したが、23歳のとき夫と死別し、幼い子供2人を抱えて懸命に働いた。やがて父が死去し、死に際に「アイヌ民族の言葉を必ず伝えてくれ」と繰り返し言われたことが、後年に影響を及ぼすこととなった。
植林作業などで働いていたが、70歳で膝を傷めたことを機に仕事を辞め、ユカㇻの伝承に打ち込んだ。1978年（昭和53年）より、自宅近くの蘭越生活館や北海道内各地で、伝承活動を続けた。記憶力に優れ、幼少時より家族から伝え聞いたユカㇻやウエペケㇾ（昔話）は300以上に昇った。アイヌ文化を後世に伝えるため、ユカㇻ研究者、千歳市教育委員会、絵本や辞典の出版活動などにも協力し、後進の指導にも尽力した。中本ムツ子もまた、アイヌの思想や、数多くのカムイユカㇻ（叙事詩）を教わった。
1988年（昭和63年）、北海道文化財保護功労者として表彰を受けた。1991年（平成3年）には、アイヌ民族の復権とアイヌ文化の理解を目的とした、アイヌ語教室の講師を務めた。
伝承活動を始めたときはすでに高齢であったが、活動には積極的であり、依頼があれば、どこにでも出かけた。1989年（平成元年）11月には東京で「アイヌ民族の新法制定を考える集い」の集会で、500人の聴衆を前にユカㇻを語り、さらにアイヌ語でその内容説明を語った。アイヌ解放研究会の一員である社会運動家の斎藤信明は、このことを「あんなにも堂々と落ち着いて自信をもって語りかけた80歳をこえた女性を私は他に見たことはない」と述べた。1992年（平成4年）4月にも東京で、東京国立劇場の「文字のない伝承芸能を聞く会」で、アイヌ語でユカㇻを演じ、700人の観客からの拍手を浴びた。
1993年（平成5年）10月、千歳市内の病院で、急性心不全により87歳で死去した。没後、ユカㇻの伝承者で各地の公演に参加、ウタリ協会の発展にも貢献したとして、日本政府により死亡叙勲として木杯一組が贈られた。

## 著作
- 白沢ナベ（語り）『アイヌとして生きて』日本基督教団教育委員会、1993年10月1日。ISBN 978-4-931318-00-7。
- 白沢ナベ・中本ムツ子（謡い手）『カムイユカラ』片山言語文化研、1995年12月。ISBN 978-4-88024-331-3。
- 白沢ナベ文『めだまの神さま』千歳アイヌ語教室訳、千歳アイヌ文化伝承保存会、2019年8月。 NCID BC02455440。